# Cappella de' Picenardi
Cappella de' Picenardi é uma comuna italiana da região da Lombardia, província de Cremona, com cerca de 424 habitantes. Estende-se por uma área de 14 km², tendo uma densidade populacional de 30 hab/km². Faz fronteira com Ca' d'Andrea, Cicognolo, Derovere, Pescarolo ed Uniti, Pessina Cremonese, Pieve San Giacomo, Torre de' Picenardi.

## Demografia
| Variação demográfica do município entre 1861 e 2011                               |
|                                                                                   |
| Fonte: Istituto Nazionale di Statistica (ISTAT) - Elaboração gráfica da Wikipedia |